# Schmerlenwelse
Die Schmerlenwelse (Trichomycteridae (Gr.: thrix, trichos = Haar, mykter, -eros = Nase)) sind eine artenreiche Familie der Welsartigen (Siluriformes). Sie kommen in Costa Rica, Panama und im größten Teil Südamerikas vor. 

## Merkmale
Ihr Körper ist schlank, langgestreckt und ähnelt in der Form dem zahlreicher Schmerlenfische. Er ist schuppenlos und erreicht Längen von 1,5 bis 30 cm. Der Schädel ist im Allgemeinen keilförmig und läuft nach vorne spitz zu. Auf dem Maxillare sitzen normalerweise zwei Bartelpaare, der Unterkiefer ist immer ohne Bartel. Eine Fettflosse ist nur bei der Unterfamilie Copionodontinae vorhanden. Die Schwimmblase liegt in einer Knochenkapsel. Die Bauchflossen fehlen bei drei Taxa: Eremophilus, Miuroglanis und den Glanapteryginae.
Ein Merkmal, das die Trichomycteridae von allen anderen Welsartigen und von allen anderen Knochenfischen unterscheidet, ist der hoch spezialisierte Kiemendeckel. Durch die Bedornung von Operculare und Interoperculare ist es den Schmerlenwelsen möglich zu klettern und extreme Lebensräume zu besiedeln oder eine parasitische Lebensweise anzunehmen.

## Lebensweise
Die meisten Schmerlenwelse leben sehr versteckt, sie haben auch für Fische ungewöhnliche und  extreme Lebensräume besiedelt. Viele Arten aus den Unterfamilien Glanapteryginae und Sarcoglanidinae leben im Bodengrund ihrer Wohngewässer, im Sediment oder in der Laubstreu. Die Unterfamilie Trichomycterinae kommt von Meeresspiegelhöhe bis in 4500 Metern Höhe in den Anden vor. Sie können auch senkrechte Wasserfälle hinaufklettern, indem sie ihre Kiemendeckeldornen als Halteorgane benutzen. Die Gattung Trichomycterus lebt in Stromschnellen. Trichogenes longipinnis lebt pelagisch.
Schmerlenwelse ernähren sich von kleinen Wasserinsekten oder Insektenlarven, daneben werden auch Algen (Copionodon) oder Fischeier und Fischbrut (Pseudostegophilus) gefressen. Einige Gattungen leben parasitisch, schwimmen in die Kiemenhöhle größerer Fische und saugen Blut (Hämatophagie). Vandellia ist dadurch bekannt geworden, sich in die Harnröhre von Menschen festzusetzen. Die Tiere müssen dann operativ entfernt werden.

## Systematik
Innerhalb der Welsartigen gehören die Trichomycteridae zur Unterordnung Loricarioidei, Schwestergruppe und damit die nächsten Verwandten ist Nematogenys inermis, die einzige Art der Nematogenyidae. Zu den Trichomycteridae zählen acht Unterfamilien mit 42 Gattungen und über 200 Arten.
- Unterfamilie Copionodontinae de Pinna, 1992. Gut entwickelte Fettflosse, Beginn der Rückenflosse in der vorderen Körperhälfte, Maxillare artikuliert mit dem Unterkiefer.
  - Copionodon de Pinna, 1992
  - Glaphyropoma de Pinna, 1992
- Unterfamilie Trichogeninae Isbrücker, 1986. Lange Afterflosse mit mehr als 30 Flossenstrahlen.
  - Trichogenes Britski & Ortega, 1983
- Unterfamilie Trichomycterinae
  - Bullockia Arratia, Chang, Menu-Marque & Rojas, 1978
  - Cambeva Katz et al., 2018
  - Eremophilus Humboldt, 1805
  - Hatcheria Eigenmann, 1909
  - Ituglanis Costa & Bockmann, 1993
  - Rhizosomichthys Miles, 1943
  - Scleronema Eigenmann, 1917
  - Silvinichthys Arratia, 1998
  - Trichomycterus Valenciennes, 1832
- Unterfamilie Vandelliinae
  - Paracanthopoma Giltay, 1935
  - Paravandellia Miranda Ribeiro, 1912
  - Plectrochilus Miranda Ribeiro, 1912
  - Vandellia Valenciennes in Cuvier & Valenciennes, 1846
- Unterfamilie Stegophilinae
  - Acanthopoma Lütken, 1892
  - Apomatoceros Eigenmann, 1922
  - Haemomaster Myers, 1927
  - Henonemus Eigenmann & Ward in Eigenmann, McAtee & Ward, 1907
  - Homodiaetus Eigenmann & Ward in Eigenmann, McAtee & Ward, 1907
  - Megalocentor de Pinna & Britski, 1991
  - Ochmacanthus Eigenmann, 1912
  - Pareiodon Kner, 1855
  - Pseudostegophilus Eigenmann & Eigenmann, 1889
  - Schultzichthys Dahl, 1960
  - Stegophilus Reinhardt, 1859
- Unterfamilie Tridentinae Eigenmann, 1918. Lange Afterflosse mit mehr als 15 Flossenstrahlen.
  - Miuroglanis Eigenmann & Eigenmann, 1889
  - Potamoglanis Henschel et al., 2017
  - Tridens Eigenmann & Eigenmann, 1889
  - Tridensimilis Schultz, 1944
  - Tridentopsis Myers, 1925
- Unterfamilie Glanapteryginae Myers, 1944. Brustflossen mit drei oder vier Flossenstrahlen, Schwanzflosse mit elf oder weniger, Bauchflossen und Beckengürtel fehlen meist, eine Rückenflosse ist nur bei Listrura vorhanden, Hypuralia vollständig zusammengewachsen.
  - Glanapteryx Myers, 1927
  - Pygidianops Myers, 1944
  - Typhlobelus Myers, 1944
- Unterfamilie Sarcoglanidinae Myers & Weitzman, 1966
  - Ammoglanis Costa, 1994
  - Malacoglanis Myers & Weitzman, 1966
  - Sarcoglanis Myers & Weitzman, 1966
  - Stauroglanis de Pinna, 1989
  - Stenolicmus de Pinna & Starnes, 1990
- Unterfamilie Microcambevinae Costa, Henschel & Katz, 2020[1]
  - Listrura de Pinna, 1988
  - Microcambeva Costa & Bockmann, 1994